# Vincenzo Apicella
Mons.Vincenzo Apicella (*22. ledna 1947 Neapol) je italský katolický duchovní a emeritní biskup diecéze Velletri–Segni.

## Život
Narodil se 22. ledna 1947 v Neapoli. V roce 1952 se přestěhoval do Říma a tam také navštěvoval gymnázium, poté roku 1965 nastoupil do Almo Collegio Caprinica. Na Papežské Gregoriánské univerzitě získal licentiát z filosofie a teologie. Dne 25. března 1972 byl vysvěcen na kněze pro diecézi Řím ve farnosti San Clemente Papa tehdejším titulárním arcibiskupem Novigradským Ugem Poletti, který se stal o rok později kardinálem a generálním vikářem diecéze Řím. V letech 1972-1977 sloužil jako farní vikář ve farnosti San Giovanni Battista De Rossi a v letech 1977-1985 v San Filippo Neri alla Pineta Sacchetti. Vyučoval náboženství na středních školách Grazia Deledda a Antonio Rosmini, byl také členem Rady kněžích Římské diecéze. Dne 19. července 1996 ho jmenoval papež Jan Pavel II. pomocným biskupem Římské diecéze a titulárním biskupem Ierafiským. Téhož roku 14. září byl vysvěcen na biskupa v Lateránské bazilice kardinálem Camillem Ruinim a spolusvětiteli byli Cesare Nosiglia titulární arcibiskup Victoriánským a Diego Natale Bona biskup Saluzza. Biskupem Velletri–Segni byl zvolen dne 28. ledna 2006 po rezignaci biskupa Andrea Maria Erby papežem Benediktem XVI. Dne 7. května 2022 přijal papež František jeho rezignaci z důvodu dosažení kanonického věku 75 let.